# Engelbert III. von der Mark

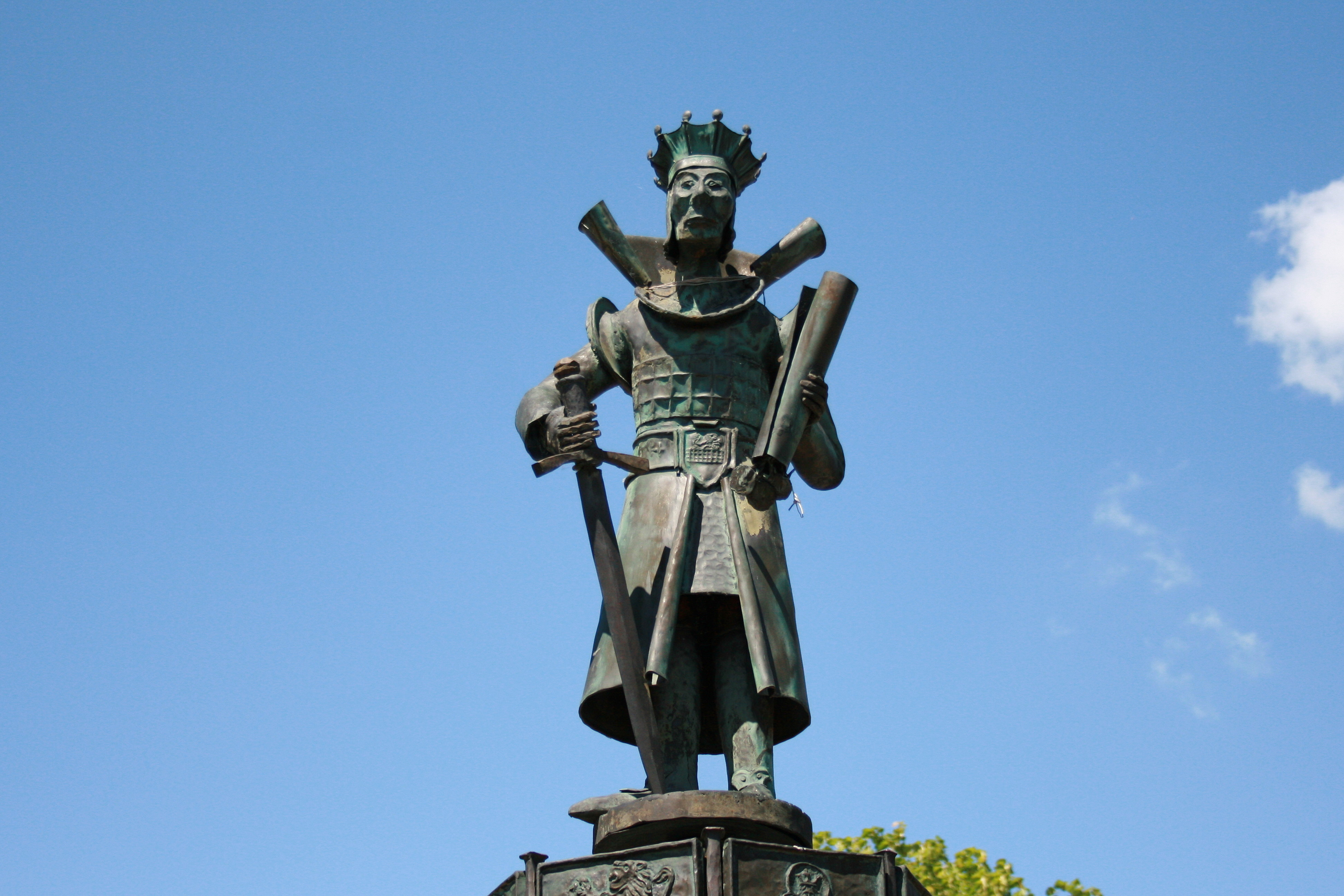
Engelbert-Statue auf dem Stadtbrunnen in Neuenrade

Graf Engelbert III. von der Mark (* um 1330; † 21. Dezember 1391) regierte die Grafschaft Mark von 1346 bis 1391.

## Familie
Engelbert wurde circa 1330/1333 als ältester Sohn des Grafen Adolf II. von der Mark – nach anderer Zählung Adolf IV. – und dessen Frau Margarete von Kleve geboren. Um 1354 heiratete er Richardis von Jülich, die um 1360 verstarb. Mit ihr hatte er eine Tochter, Margarete von der Mark († 1410). Später heiratete er noch Elisabeth von Sponheim und Vianden († 1417), Tochter und Erbin des Grafen Simon III. Mit keiner seiner beiden Frauen zeugte er männliche Nachkommen. Seine Tochter heiratete 1375 Philipp von Falkenstein und Münzenburg († 18. Januar 1409).

## Leben
Nach dem Tod seines Vaters wurde er, angeblich erst 17 Jahre alt, Graf von Mark. Er residierte hauptsächlich auf der Burg Blankenstein. Unmittelbar nach Beginn seiner Regierung geriet seine Position in Gefahr, nachdem Kaiser Ludwig starb und dessen Nachfolger Karl IV. zunächst auf der Seite des Kölner Erzbischofs Walram von Jülich war. Dieser verfolgte in seiner Eigenschaft als Herzog von Westfalen territoriale Interessen in der Region. Der Kaiser wandte sich aber bald von den geistlichen Reichsfürsten ab. Walram starb 1349 in Paris. Dessen Nachfolger Wilhelm von Gennep schloss Frieden mit Engelbert. Der Erzbischof lud den Grafen zur Teilnahme am Landfriedensbündnis in Westfalen ein und machte ihn zum Verbündeten im Kampf gegen die Grafschaft Arnsberg. Zum Dank verhalf der Erzbischof dem Bruder des Grafen Adolf zum Stuhl des Bischofs von Münster. Nach dem Tod des Erzbischofs gelang es Engelbert, seinen Bruder als dessen Nachfolger durchzusetzen. Allerdings verzichtete dieser wegen der bevorstehenden Erbschaft der Grafschaft Kleve auf dieses Amt zu Gunsten des Onkels Engelbert III. von der Mark. 1366 war er kölnischer Marschall von Westfalen im Dienste seines Onkels Engelbert III. Nach dem Tod des Grafen Johann von Kleve wurde Adolf Graf von Kleve. Wie zuvor vereinbart, trat er Engelbert alles Land rechts des Rheins mit Ausnahme von Emmerich und dem Amt Hettergau ab. Der Graf machte sich auch Hoffnungen auf den Erwerb der Grafschaft Arnsberg, weil Graf Gottfried IV. und dessen Frau Anna von Cleve kinderlos blieben. Dieser zog es jedoch vor, die Grafschaft an das Erzstift Köln zu verkaufen. Dadurch wurde die Macht der Kölner in Westfalen deutlich gestärkt und eine Übermacht Engelberts dort verhindert. Der neue Erzbischof Friedrich III. von Saarwerden ging seinerseits daran, gegen die Macht der beiden Brüder Engelbert und Adolf vorzugehen. Er erwarb von Anna von Kleve deren Erbrecht auf die Grafschaft Kleve. Er ließ sich zudem durch den Kaiser den Heimfall der kölnischen Lehen in Kleve sowie die Vogtei über das Stift Essen und weitere Rechte zusprechen.
Es kam 1376/77 erneut zu kriegerischen Auseinandersetzungen zwischen dem Erzstift und Mark-Kleve. Unterbrochen wurde der Krieg nur kurzfristig 1381 durch eine von Bischof Kuno II. von Falkenstein vermittelte Waffenruhe. Die Auseinandersetzung endete erst mit dem Tod Engelberts 1391. Er starb in der Burg Wetter am Sankt Thomastag an der Pest. Er wurde in der Stiftskirche von Fröndenberg beigesetzt.
Sein Bruder Adolf schloss gegen erhebliche Konzessionen mit dem Erzbischof Frieden. Er wurde auch Nachfolger Engelberts als Graf von der Mark.

## Gedenken

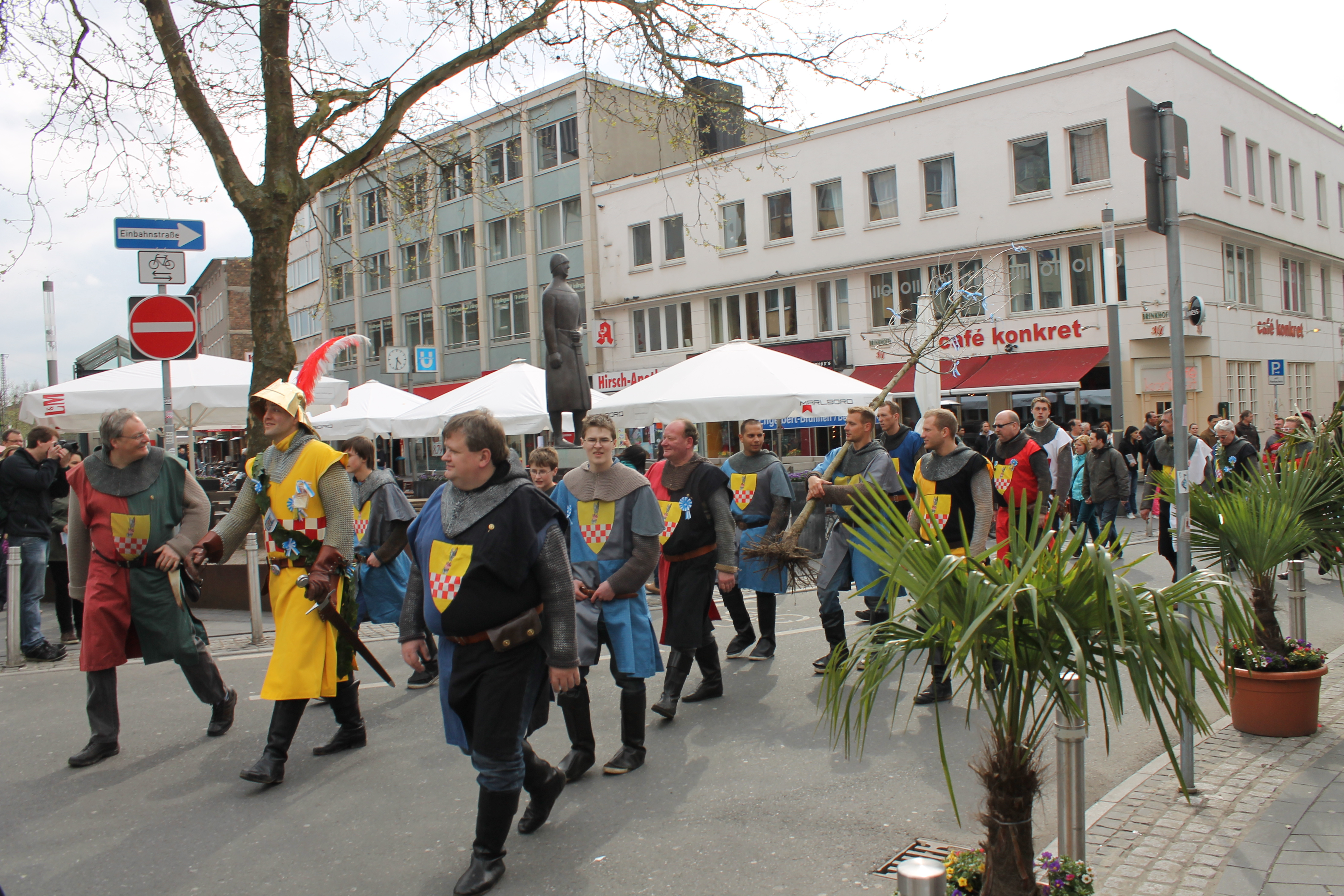
Der Darsteller des Grafen Engelbert III. zieht zusammen mit den Bochumer Junggesellen an dem Denkmal des Grafen Engelbert III. vorbei.

Zuvor hatte Engelbert der Legende nach verfügt, dass man sich im Falle eines Angriffs beim Leichenzug zur Wehr setzen solle, was dann auch in Menden am Sankt Stephanstag geschah.
Das bis heute mit viel Aufwand gefeierte Maiabendfest in Bochum soll auf Graf Engelbert zurückgehen. Als er 1388 mit der freien Stadt Dortmund in Fehde lag, gelang es den Harpener Bauern mit Hilfe der Bochumer Junggesellen, das von den Dortmundern gestohlene Vieh zurückzuholen. Als Dank durften die Junggesellen sich jedes Jahr am Maiabend aus dem Bockholt den besten Baum holen und von dem Erlös ein Fest feiern.

### Engelbertbrunnen
Die Bochumer widmeten ihm wiederum den Engelbertbrunnen an der Kortumstraße in der Innenstadt. Vor dem Zweiten Weltkrieg war dieser Brunnen im Stil der romantisch-kriegerischen Vorstellung eines Ritters. Der Brunnen wurde, wie viele Denkmäler, im Zweiten Weltkrieg zu Rüstungszwecken eingeschmolzen. Der alte Standpunkt war zwischen dem Kerkweg und dem heutigen U-Bahn-Zugang. In den 1960ern wurde eine schlichte moderne Variante einige Meter entfernt vom alten Standort errichtet und als Brunnen gestaltet. Der Brunnen befand sich in der Mitte des Kneipenviertels Bermuda3eck. Nach diversen Straßenbaumaßnahmen wurde der Standort mehrfach verändert; inzwischen steht die Statue, ohne Brunnen, im Gerberviertel an der Großen Beckstrasse, Ecke Untere Marktstraße.

### 0-Euro-Schein
Die Statue des Grafen Engelbert III. ist auf dem 0-Euro-Schein zum Jubiläum „700 Jahre Bochum“ abgebildet.

## Trivia
Neben Graf Engelbert III. ist auch sein Großvater Engelbert II. fest mit Bochums Stadtgeschichte verbunden. Die Urkunde, in der er 1321 Rechte der Bochumer Bewohner bestätigt, ist ein wichtiger Meilenstein in der Entwicklung des Ortes. Mitunter werden die beiden Grafen Engelbert verwechselt.